# Prekokcinellin
A prekokcinellin a hétpettyes katicabogár (Coccinella septempunctata) alkaloidja. A lábízekből bocsátja ki inger hatására ragadozói, például hangyák és madarak ellen. Rovarok és emlősök nikotinszerű acetilkolin-receptoraihoz is köt, így függőség ellen és rovarirtóként is használható.

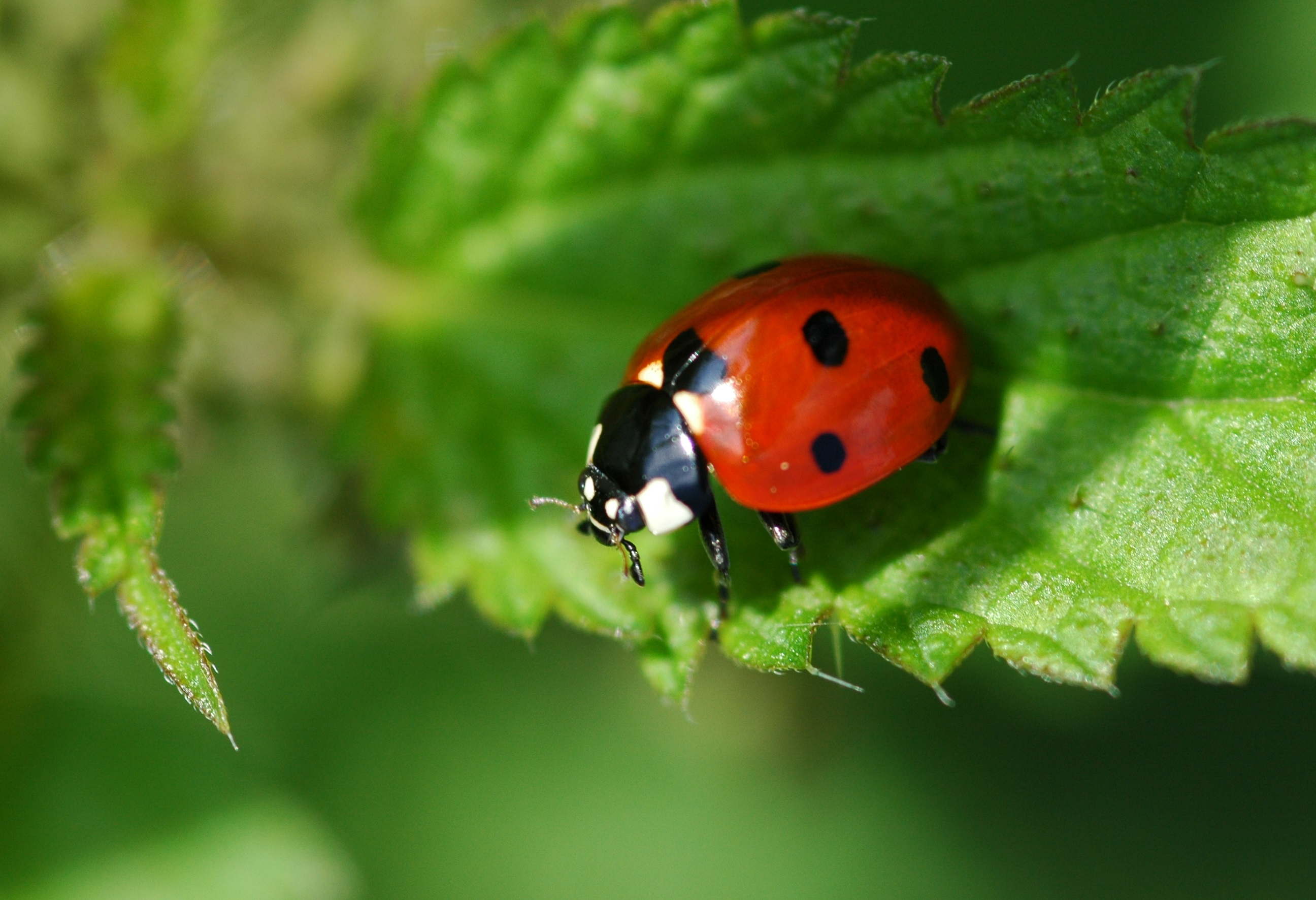
C. septempunctata

A prekokcinellin és a kokcinellin egyes békákban, például a Dendrobatus auratusban is megtalálhatók, és egy Melanophryniscus rubriventris-populációban jelentős mennyiségben észleltek prekokcinellint, mely feltehetően a Coccinellidaetől származik, de atkából is származhat.

## Bioszintézis
A prekokcinellint a C. septempunctata kutatások szerint de novo állítja elő, mivel táplálékai, a tetvek nem tartalmazzák. Bár a pontos bioszintézis-mechanizmus nem ismert, a prekokcinellin feltehetően poliketid-eredetű. A feltételezett bioszintézis 6 ecetsavat és metilációt tartalmaz.

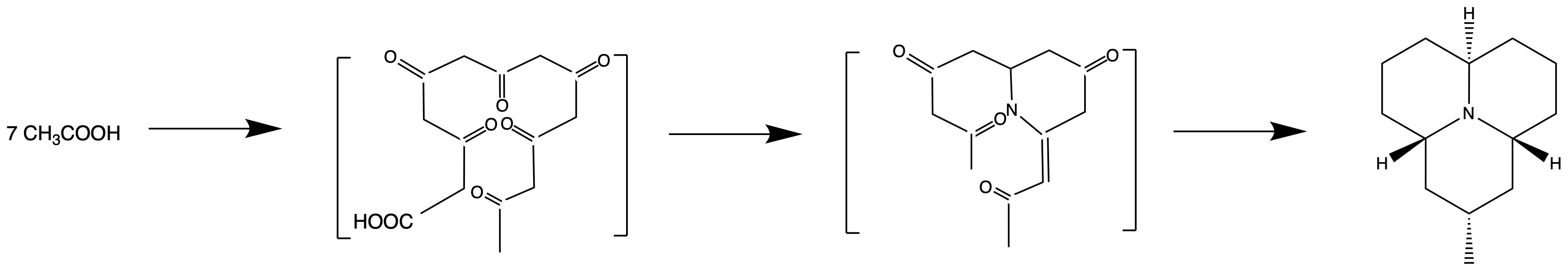
Feltételezett bioszintézisútja

## Kémiai szintézis

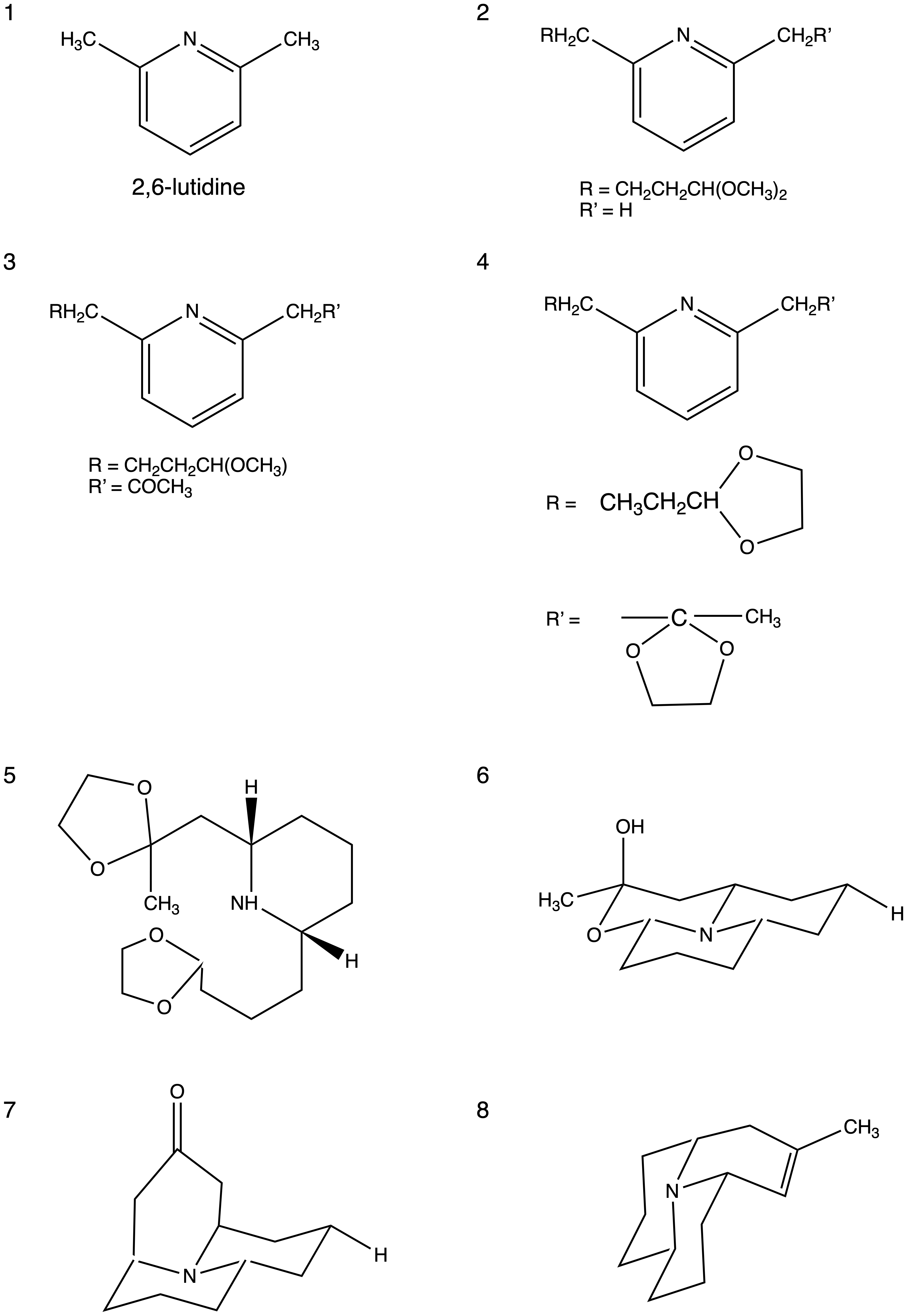
A prekokcinellin kémiai szintézise

2,6-Lutidin (1) kiindulási anyag β-brómpropionaldehid-dimetilacetállal dietil-éterben monolítium-származékot ad. További 2,6-lutidint hozzáadva a monolítium-származék acetállá (2) alakul. Ezt fenillítiummal kezelve, majd acetonitril dietil-éteres oldatát hozzáadva a nyers keton keletkezik (3), mely azonnal diacetállá (4) alakul. Nátrium-izopentoxiddal a diacetál cisz-piperidinszármazékká (5) alakítható. Ennek transz-izomerje izolálható és sósavval hidrolizálható ketollá. (6) Ez ecetsavval és pirrolidinnel oxolánrefluxszal ciklizálható, ketonkeveréket adva. A 7. szerkezet elválasztása a keveréktől, majd metillítiumos kezelése metanolszármazékot ad, melyet tionil-kloridos dehidratálása diklórmetánban alkénszármazékot ad, ez hidrogénezhető prekokcinellinné.

## Hatásmechanizmus
A nikotinszerű acetilkolin-receptorokat (nAChR) inhibeálja. Allosztérikus helyükön köt, mely elkülönül az ACh-felismerő helytől. A katicabogár-alkaloidok közül a prekokcinellin a legerősebb inhibitor, mechanizmusa nem kompetitív.
Az nAChR-célzás számos helyen használható, például rovarirtók fejlesztésében és a jutalmazóúthoz kötődő függőség csökkentésében.
Emberben az α7 és Torpedo nAChR-eket inhibeálja.

## Reakciók
A prekokcinellinből oxidáció hatására keletkezhet N-oxidja, a kokcinellin. Ez kémiai úton 3-klórperoxibenzoesavval 96% hatékonysággal állítható elő.

## Fordítás
Ez a szócikk részben vagy egészben  a   Precoccinelline című angol Wikipédia-szócikk ezen változatának fordításán alapul.  Az eredeti cikk szerkesztőit annak laptörténete sorolja fel. Ez a jelzés csupán a megfogalmazás eredetét és a szerzői jogokat jelzi, nem szolgál a cikkben szereplő információk forrásmegjelöléseként.